# Espacio ultramétrico
En matemáticas, un espacio ultramétrico es un espacio métrico en cual la desigualdad triangular es fortalecida a {\displaystyle d(x,z)\leq \max \left\{d(x,y),d(y,z)\right\}}. Algunas veces, la métrica asociada es también llamada métrica no arquimedeana o supermétrica. Aunque algunos de los teoremas para espacios ultramétricos puedan parecer extraños a la primera vista, aparecen naturalmente en varias aplicaciones.

## Definición
Formalmente, un espacio ultramétrico es un conjunto de puntos {\displaystyle M} con una función distancia asociada (también llamada métrica)
{\displaystyle d\colon M\times M\rightarrow \mathbb {R} }
(donde {\displaystyle \mathbb {R} } es el conjunto de números reales), de forma que para todo {\displaystyle x,y,z\in M}, uno tiene:
1. {\displaystyle d(x,y)\geq 0}
2. {\displaystyle d(x,y)=0} ssi {\displaystyle x=y}
3. {\displaystyle d(x,y)=d(y,x)} (simetría)
4. {\displaystyle d(x,z)\leq \max \left\{d(x,y),d(y,z)\right\}} (triángulo fuerte o desigualdad ultramétrica).

En el caso cuando {\displaystyle M} es un grupo y {\displaystyle d} es generado por una función de longitud {\displaystyle \|\cdot \|} (de forma que {\displaystyle d(x,y)=\|x-y\|}), la última propiedad puede ser fortalecida utilizando el afilado de Krull a:
{\displaystyle \|x+y\|\leq \max \left\{\|x\|,\|y\|\right\}} con igualdad si {\displaystyle \|x\|\neq \|y\|}.
Tenemos que probar que si {\displaystyle \|x+y\|\leq \max \left\{\|x\|,\|y\|\right\}}, entonces la igualdad ocurre si {\displaystyle \|x\|\neq \|y\|}. Sin pérdida de generalidad, asumiremos que {\displaystyle \|x\|>\|y\|}. Esto implica que {\displaystyle \|x+y\|\leq \|x\|}. Pero también podemos computar {\displaystyle \|x\|=\|(x+y)-y\|\leq \max \left\{\|x+y\|,\|y\|\right\}}. Ahora, el valor de {\displaystyle \max \left\{\|x+y\|,\|y\|\right\}} no puede ser {\displaystyle \|y\|}, porque si ese es el caso, tenemos {\displaystyle \|x\|\leq \|y\|}, contrariamente a la suposición inicial. En consecuencia, {\displaystyle \max \left\{\|x+y\|,\|y\|\right\}=\|x+y\|}, y {\displaystyle \|x\|\leq \|x+y\|}. Utilizando la desigualdad inicial, tenemos que {\displaystyle \|x\|\leq \|x+y\|\leq \|x\|} y, por ende, {\displaystyle \|x+y\|=\|x\|}.

## Propiedades

En el triángulo de la derecha, los dos puntos inferiores x e y violan la condición d(x, y) ≤ max(d(x, z), d(y, z)).

A partir de la definición de arriba, uno puede concluir severas propiedades típicas de los ultramétricos. Por ejemplo, en un espacio ultramétrico, para cada {\displaystyle x,y,z\in M} y {\displaystyle r,s\in \mathbb {R} }, por lo menos una de las tres igualdades {\displaystyle d(x,y)=d(y,z)}, {\displaystyle d(x,z)=d(y,z)} o {\displaystyle d(x,y)=d(z,x)} se mantiene. Eso dice que cada triple de puntos en el espacio forma un triángulo isósceles, por ende, el espacio entero es un conjunto isósceles.
En lo siguiente, el concepto y notación de una bola abierta es el mismo que en el artículo sobre espacio métrico, esta es:
{\displaystyle B(x;r)=\{y\in M|d(x,y)<r\}}.
- Cada punto dentro de una bola es su centro, esto es si {\displaystyle d(x,y)<r}, entonces {\displaystyle B(x;r)=B(y;r)}.
- Las bolas que se intersectan están contenidas unas en otras, esto es si {\displaystyle B(x;r)\cap B(y;s)} no es vacía y también si {\displaystyle B(x;r)\subseteq B(y;s)} o {\displaystyle B(y;s)\subseteq B(x;r)}.
- Todas las bolas de radio estrictamente positivo son a la vez conjuntos cerrados y abiertos en la topología inducida. Esto es, que todas las bolas abiertas son también bolas cerradas, y las bolas cerradas (remplazando {\displaystyle <} con {\displaystyle \leq }) son también bolas abiertas.
- El conjunto de todas las bolas abiertas de radio {\displaystyle r} y centro en una bola cerrada de radio {\displaystyle r>0} forman una partición del último, y la distancia mutua de dos bolas abiertas distintas es nuevamente igual a {\displaystyle r}.

La demostración de estos enunciados es un ejercicio instructivo. Toda derivan directamente de la desigualdad triangular ultramétrica. Nótese que, por el segundo enunciado, una bola puede tener varios centros que poseen una distancia diferente de cero. La intuición detrás de lo que parecen efectos muy extraños es que, debido a la fuerte desigualdad triangular, las distancias en ultramétricas no se suman.
- Datos: Q1897429
- Multimedia: Non-Archimedean geometry / Q1897429